# Arbeitsgericht Vilsbiburg
Das Arbeitsgericht Vilsbiburg war ein bayerisches Arbeitsgericht mit Sitz in Vilsbiburg.

## Geschichte
Gemäß Arbeitsgerichtsgesetz vom 23. Dezember 1926 wurden in Deutschland Arbeitsgerichte gebildet. Diese waren nur in der ersten Instanz organisatorisch selbstständige Gerichte, die Landesarbeitsgerichte waren den Landgerichten zugeordnet. Am Landgericht Landshut entstand so 1927 das Landesarbeitsgericht Landshut als eines von 23 Landesarbeitsgerichten in Bayern. In Vilsbiburg entstand das Arbeitsgericht Vilsbiburg als eines von vier Arbeitsgerichten des Landesarbeitsgerichts. Sein Sprengel umfasste den Gerichtsbezirk des Amtsgerichts Vilsbiburg. Es bestand eine allgemeine Kammer für Arbeiter und Angestellte und eine Kammer für das Handwerk.
Bereits 1929 wurde die Zahl der Arbeitsgerichte deutlich reduziert. Das Landesarbeitsgericht Landshut wurde aufgehoben, seine Aufgaben übernahm das Landesarbeitsgericht München. Auch das Arbeitsgericht Vilsbiburg wurde aufgehoben und das Arbeitsgericht Landshut übernahm seine Aufgaben.